# Джордж Гіліс
Джордж Гіліс (англ. George Healis, 3 червня 1906 — 6 грудня 1990) — американський академічний веслувальник.
Срібний призер Олімпійських Ігор 1928 року в складі розпашної четвірки без стернового.